# Hermann Jadlowker
 (juin 2025).

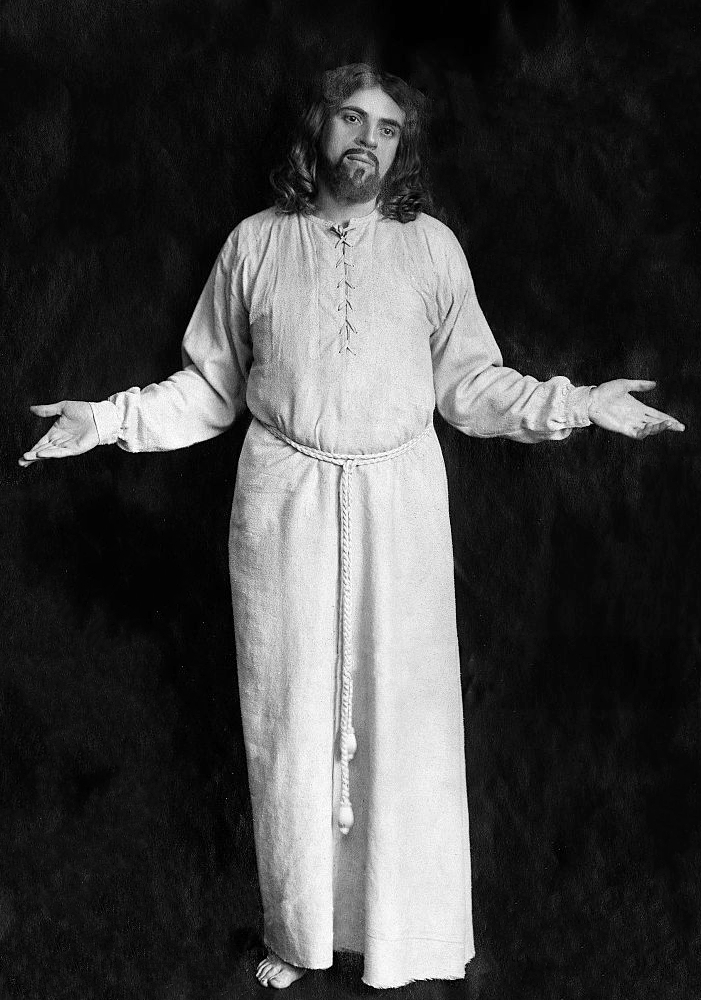
Hermann Jadlowker en 1914

Hermann (Hermann) Jadlowker (17 juillet 1877, Riga – 13 mai 1953, Tel Aviv) était un ténor dramatique letton de premier plan, de nationalité russe (plus tard israélienne), qui a connu une importante carrière internationale au cours du premier quart du XXe siècle.
Ses enregistrements virtuoses d'airs d'Idoménée et du Barbier de Séville, entre autres, sont considérés par certains comme des classiques du gramophone, bien que les critiques de ses performances lyriques, en particulier pendant son bref passage à New York avec le Metropolitan Opera, aient été mitigées. Au Met, il fut choisi pour créer le rôle de ténor dans Versiegelt, un opéra en un acte de Leo Blech, en janvier 1912. Il a également créé le rôle du Königssohn lors de la première de Königskinder d'Engelbert Humperdinck en 1910.

## Carrière et enregistrements
Afin d'échapper à une carrière dans le commerce dans laquelle son père a essayé de le forcer, Jadlowker s'est enfui de chez lui à l'âge de 15 ans. Il se rend à Vienne, où il étudie le chant classique avec Josef Gänsbacher. En 1899 (certaines sources parlent de 1897), il fait ses débuts à l'opéra à Cologne dans Nachtlager von Granada de Kreutzer. Il obtient ensuite des engagements à Stettin puis à Karlsruhe. C'est là que l'empereur allemand Guillaume II l'entendit et fut tellement impressionné qu'il offrit au ténor un contrat de cinq ans à l'Opéra royal de Berlin. Jadlowker a également chanté à Stuttgart, Hambourg, Amsterdam, Vienne, Lemberg, Prague, Budapest et Boston au cours de sa carrière.
En 1910 et 1912, Jadlowker se produit au Metropolitan Opera House de New York, où il se révèle être l'un des artistes les plus polyvalents de la compagnie dans les principaux rôles allemands, italiens et français, bien que ses performances soient éclipsées par celles d'Enrico Caruso et de Leo Slezak. La fréquentation de Caruso le pousse à assombrir sa voix, ce qui l'éloigne du répertoire italien le plus léger. Au Met, il chante 89 représentations dans 14 rôles différents.
Il est retourné en Europe avant le déclenchement de la Première Guerre mondiale et a poursuivi sa carrière d'opéra dans plusieurs villes allemandes. En 1929, il est choisi comme chantre en chef de la synagogue de Riga. Jadlowker devient ensuite professeur de chant au Conservatoire de Riga avant d'émigrer en Palestine avec sa femme en 1938, du fait des menaces nazies (la synagogue de Roga est brûlée par les nazis en 1941). Il a enseigné à Jérusalem et à Tel-Aviv, où il est décédé à l'âge de 75 ans. 
Jadlowker possédait une voix de ténor aux teintes sombres, lyriques et dramatiques, d'une flexibilité extraordinaire capable de chanter le répertoire italien. Sa technique vocale agile lui permettait de chanter des runs, des trilles et d'autres embellissements de colorature avec une facilité et une précision étonnantes (bien que le timbre de base de sa voix ne soit ni doux ni séduisant). 
Il a enregistré pas moins de 230 disques en Europe et en Amérique sur une période de 20 ans, à partir de 1907 pour Polydor, Grammophon & Telephone company. La plupart de ces enregistrements, qui comprennent des airs de compositeurs aussi divers que Mozart, Auber, Verdi, Rossini et Wagner, peuvent être entendus sur des rééditions de CD, principalement sur les labels Marston et Preiser.